# روفو هيراييز
روفو هيراييز (بالإسبانية: Rubén Herráiz) (13 يناير 1993 ببرشلونة في إسبانيا - ) هو لاعب كرة قدم إسباني في مركز الهجوم. لعب مع إسبانيول وإسبانيول ب وAtlético Malagueño ‏.

## وصلات خارجية
- روفو هيراييز على موقع اتحاد النرويج (النرويجية)
- روفو هيراييز على موقع قاعدة بيانات كرة القدم.إي يو (الإنجليزية)
- روفو هيراييز على موقع Soccerway.com (الإنجليزية)
- روفو هيراييز على موقع AS.com (الإسبانية)